# Sanya (Tòquio)
Sanya (japonés: 山谷) és una àrea que comprén part dels districtes de Taitō i Arakawa a Tòquio, situat al sud de la cruïlla de Namidabashi i al voltant de l'avinguda Yoshino. Aquesta zona és coneguda per tindre la seua pròpia indiosincràsia, per la seua pobresa i les cases d'allotjament econòmic on viuen els jornalers.

## Geografia
Actualment, en Tòquio, l'àrea denominada "barri de Sanya" es troba al bellmig de la cruïlla de Namidabashi (pont de les llagrimes, en japonés). El barri comprenia els següents actuals barris:
- Kiyokawa, (Districte de Taitō)
- Nihonzutsumi, (Districte de Taitō)
- Asakusa, (Districte de Taitō)
- Hashiba, (Districte de Taitō)
- Minami-Senju, (Districte d'Arakawa)

Fins a l'any 1966, aquesta zona era oficialment el barri de Sanya, dins del districte de Taitō, però a causa d'un programa del govern per a posar nous noms a diverses zones arreu del Japó, el nom de Sanya desaparegué.

## Història
Originalment, la zona era la primera posada a la carretera de Edo a la carretera de Nikkoukaidou. Des dels primers dies de l'era Meiji, el govern va voler formar el districte de l'habitatge barat als afores de la ciutat, a prop de l'autopista, per tenir un lloc per a treballadors de rickshaw que traslladessin clients cap al districte de llum vermella de Yoshiwara a en viu. Als dies abans de la guerra, ja hi havia una classe en gran part pobra, com els jornalers que resideixen a la zona. Després de la guerra, es va preparar un allotjament temporal (poble de botigues) per a les víctimes de la guerra, però es van transformar en establiments d'allotjament senzill i permanent que es poden veure avui. Al cap de poc temps, el període de ràpid creixement econòmic experimentat al Japó després de la Segona Guerra Mundial, i per tal de fer front al repunt de la demanda de treballadors, es va desenvolupar el lloc més destacat del Japó per als treballadors temporals, Sanya. El 1961, els 300 establiments d'allotjament senzills havien estat construïts a Sanya, on hi havia aproximadament 20.000 treballadors.
Durant la dècada de 1960, a causa dels nombrosos disturbis amb els participants en nombre de milers, aquesta zona va haver d'establir la comissaria de policia del districte de Sanya (una vegada anomenada popularment "estació de mamut"), ara es renombró com a comissaria de policia Nihon-Tsutsumi). Molts motius han sorgit quant a l'origen directe dels disturbis, però una teoria apunta a la millora de criminals i extremistes dels partits radicals.
El 1969, el cantant popular, Okabayashi, va debutar, "Sanya Blues", una cançó sobre el dolor dels jornalers. Es diu que Okabayashi va fabricar la imatge del seu llarg recorregut a Sanya, quan en realitat la seva estada va ser fins a una setmana. L'any 1984 i el 1988 es van produir els successius assassinats de dues persones que van produir el documental "Sanya - Attack to Attack", una pel·lícula que dibuixa els conflictes dels jornalers amb les maniobres secretes de la Yakuza. Els sospitosos d'homicidi són membres de l'Assemblea de Yakusa “Kokusuikai”.
El 1996, Tòquio i els 23 Wards de Tòquio van acordar mútuament fer una acció que donés protecció a les persones sense sostre. Fins que cada barri va decidir una residència per a la seva població sense llar, van confiar als seus residents sense llar a Sanya. La mesura consistia a lliurar temporalment la custòdia, però hi havia problemes com qui era el responsable de les persones sense sostre. Després d'això, les sales no van poder trobar que molts apartaments es fessin càrrec de les seves persones sense sostre, de manera que més persones sense llar es van portar a Sanya i, així, van quedar-se soles. Durant un llarg període, moltes persones es van quedar amb una direcció incerta. A partir d'aquest tipus d'acció, Sanya és ridiculitzada com el “districte de les persones abandonades”. En els darrers anys, l'envelliment dels principals residents de Sanya, els jornalers i la disminució de la població s'han convertit en problemes. D'aquest fet, es diu que "La ciutat dels jornalers" es troba en procés de convertir-se en "La ciutat del benestar".
L'acompanyament d'aquest canvi en els residents, els establiments d'allotjament senzills que existien tradicionalment per a jornalers, en canvi, s'utilitzen cada vegada més com hotels econòmics a causa dels estrangers de molts països que arriben al Japó per viatjar. Dins de l'allotjament, la informació s'ha escrit en anglès i es pot veure el moviment de propietaris que promocionen a clients estrangers. També apareixen construccions completament noves d'un establiment d'allotjament senzill. A més, en els darrers anys, es pot observar el cas en què durant els descansos, els joves de dins i de fora del Japó viatgen a la ciutat o arriben a esdeveniments per utilitzar aquests establiments senzills d'allotjament.

## Economia

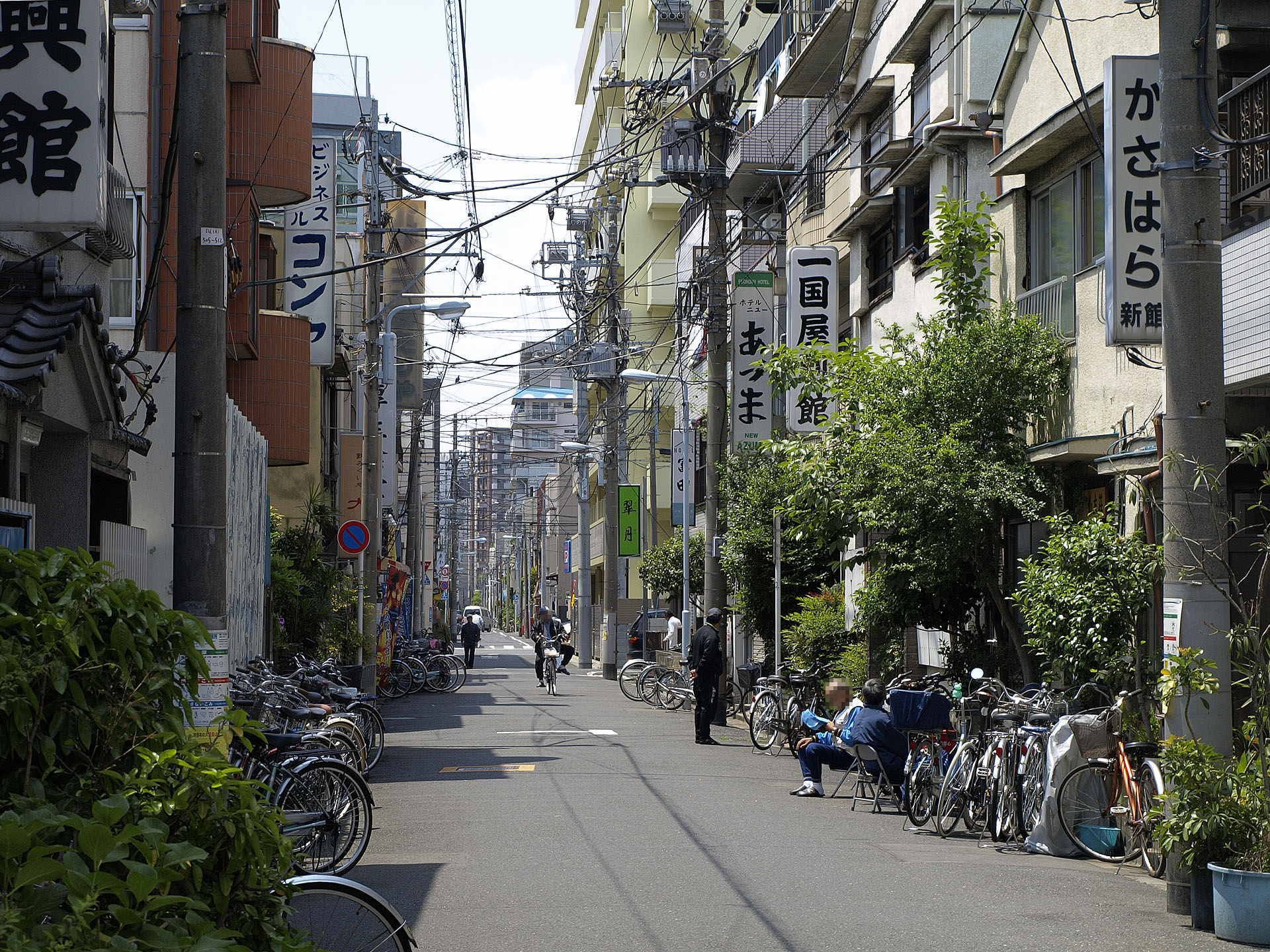
Carrer de Sanya ple d'allotjaments

El major actiu econòmic de la zona són els allotjaments econòmics d'estil japonés on van els treballadors temporals de fora de la ciutat, les persones amb necessitats econòmiques que es troben en l'atur i, més recentment, els viatjers jóvens que busquen hostals econòmics. Molts d'estos hotels només oferixen un lloc on poder dormir, sense servicis de restaurant. En ells, les característiques poden variar: a les entrades dels establiments es poden vore grans rètols amb frases com "Televisions en color a totes les cambres", "Habitacions climatitzades" o "Cambres amb frigorific".
Des de la Copa del Món de Futbol de 2002, els turistes estrangers han començat a allotjar-se en aquest tipus d'establiments a Sanya (especialment en Minami-Senju). Els clients estrangers augmenten any rere any degut als baixos preus en comparació a la resta dels allotjaments a la ciutat de Tòquio, el decent nivell de seguretat del barri, tot i la seua imatge i l'accessibilitat mitjançant la propera estació de Minami-Senju amb la qual es pot accedir ràpidament a llocs com Ueno, Akihabara, Ginza, Roppongi o altres en poc de temps. Degut a tot això, l'antiga imatge marginal de Sanya s'està transformant en la d'una zona amb hotels econòmics per a estrangers.

## Transports
- Estació de Minami-Senju
- Estació de Minowa